# Henri Maspero
Henri Paul Gaston Maspero (15 tháng 12 năm 1883 – 17 tháng 3 năm 1945), tên tiếng Trung là Mã Bá Lạc, là một nhà Hán học, ngôn ngữ học người Pháp. Ông là một trong những người phương Tây tiên phong nghiên cứu về Đạo giáo.

## Cuộc đời
Ông sinh ngày 15 tháng 12 năm 1883 tại Paris. Bố ông, Gaston Maspero là một nhà Ai Cập học. Từ nhỏ ông đã theo học lịch sử, văn học và tiếng Hoa tại Học viện Ngôn ngữ và Văn minh phương Đông tại Paris. Năm 1908, ông đến Hà Nội theo học tại Viện Viễn Đông Bác cổ. Trong thời gian này ông đã có nhiều công trình nghiên cứu về lịch sử, ngôn ngữ Việt Nam. Sau đó, ông lần lượt giữ chức Trưởng bộ môn Trung Hoa học tại Trường Quốc học Pháp và Đại học Sorbonne.
Năm 1944, do có gốc Do Thái, ông và vợ ông bị bắt giữ tại Paris bởi Đức Quốc xã. Ông bị đày đi giam giữ ở trại tập trung Buchenwald và mất ở đó ngày 17 tháng 3 năm 1945.